# Vleutensebrug
De Vleutensebrug was een stalen boogbrug die de verbinding verzorgde tussen de stad Utrecht en stadsdeel Leidsche Rijn. Deze stadsdelen worden gescheiden door het Amsterdam-Rijnkanaal.

## Geschiedenis
De brug werd in de jaren '30 gebouwd door Werkspoor. Hij had twee rijstroken, met buiten de bogen aan de zuidelijke kant een voetpad en aan de noordelijke kant een fietspad. Hij lag tussen de Vleutensespoorbrug op de Spoorlijn Utrecht - Rotterdam en de Douwe Egberts-koffiefabriek, en werd daarom in de volksmond ook wel de "Koffiebrug" genoemd.

## Leidsche Rijn
Met de bouw van Leidsche Rijn werd een verbetering van de verbinding tussen het centrum van Utrecht en het nieuwe stadsdeel noodzakelijk. In september 2007 werd daarom tussen de Vleutensebrug en de Douwe Egberts fabriek de nieuwe Hogeweidebrug geplaatst, die op 3 juni 2008 werd geopend. Deze brug is twee keer zo breed als de Vleutensebrug en biedt ruimte aan twee rijstroken voor autoverkeer, een tweestrooks busbaan en een fietspad.

## Sloop
In het weekend van 28 en 29 juni 2008 werd de oude brug losgesneden van de landhoofden, en zeven weken later verplaatst naar de westelijke oever. Op deze plek werd de brug in ongeveer een maand tijd gesloopt. Op de plek van de Vleutensebrug is op 19 november 2017 een tweede spoorbrug geplaatst in het kader van de spoorverdubbeling Utrecht - Harmelen.

## Foto's

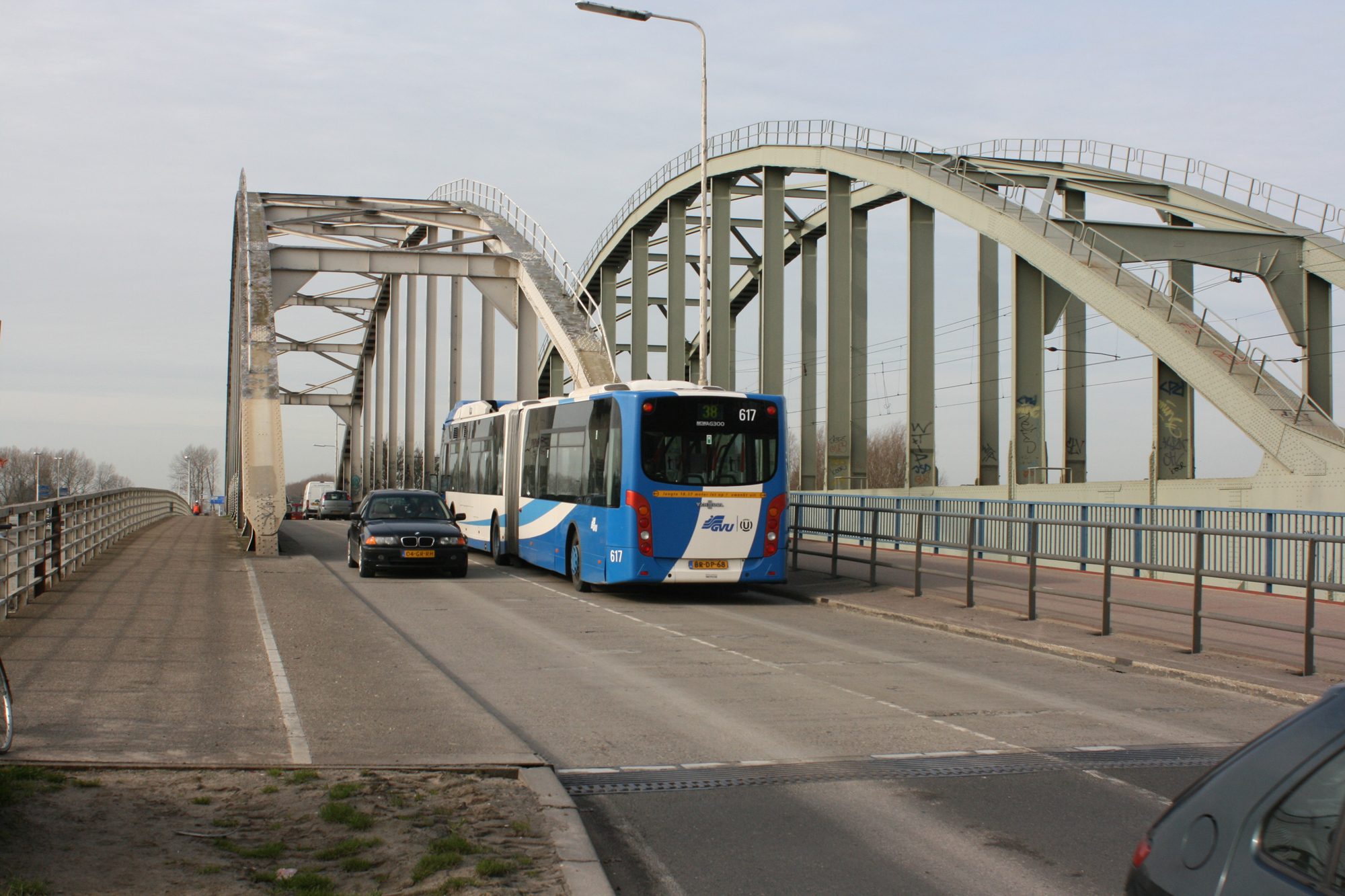
De Vleutense brug (links) gezien vanaf de Vleutenseweg. Foto: februari 2007
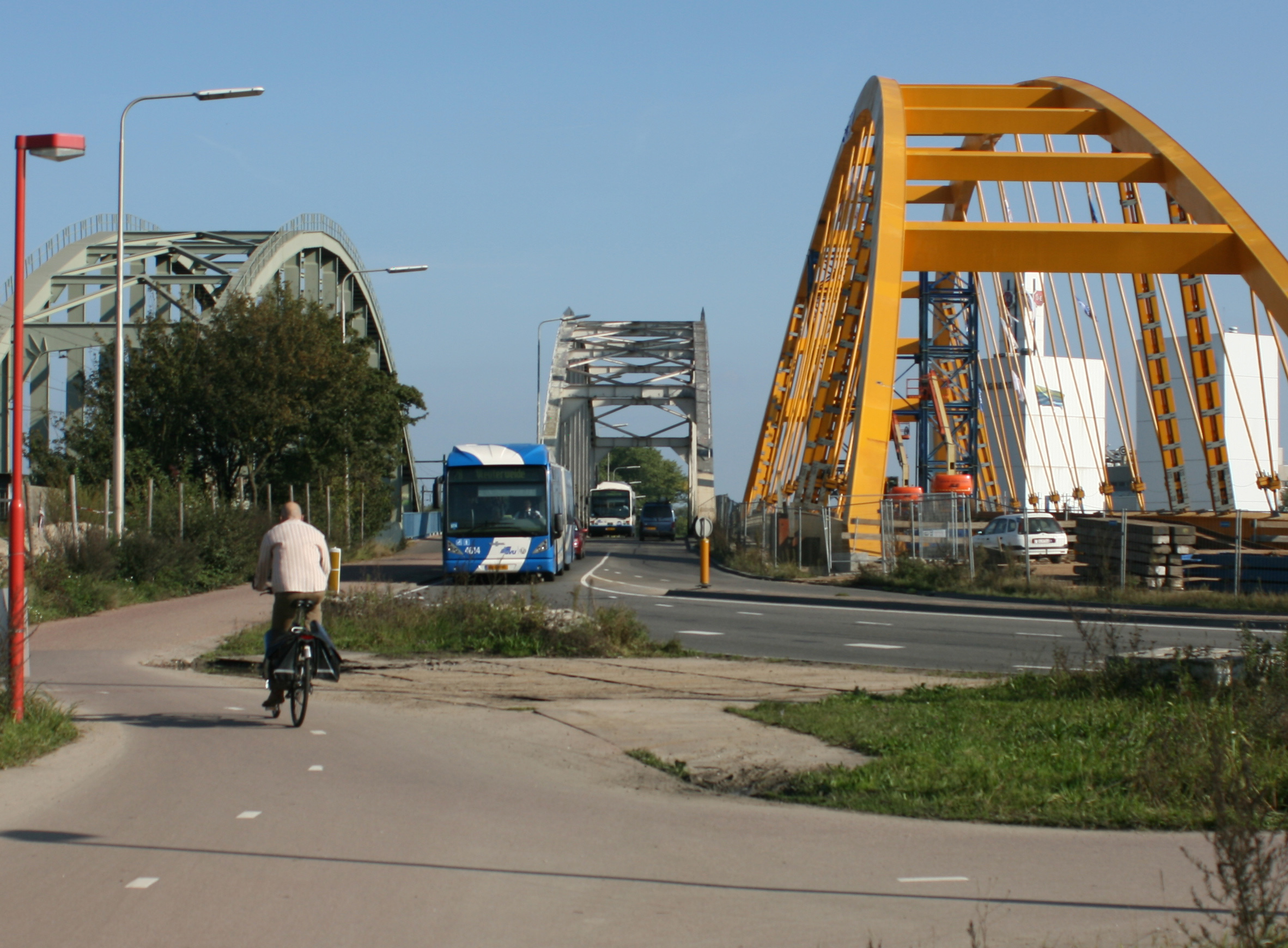
De Vleutense brug (midden) en de Hogeweidebrug (rechts). Foto: oktober 2007
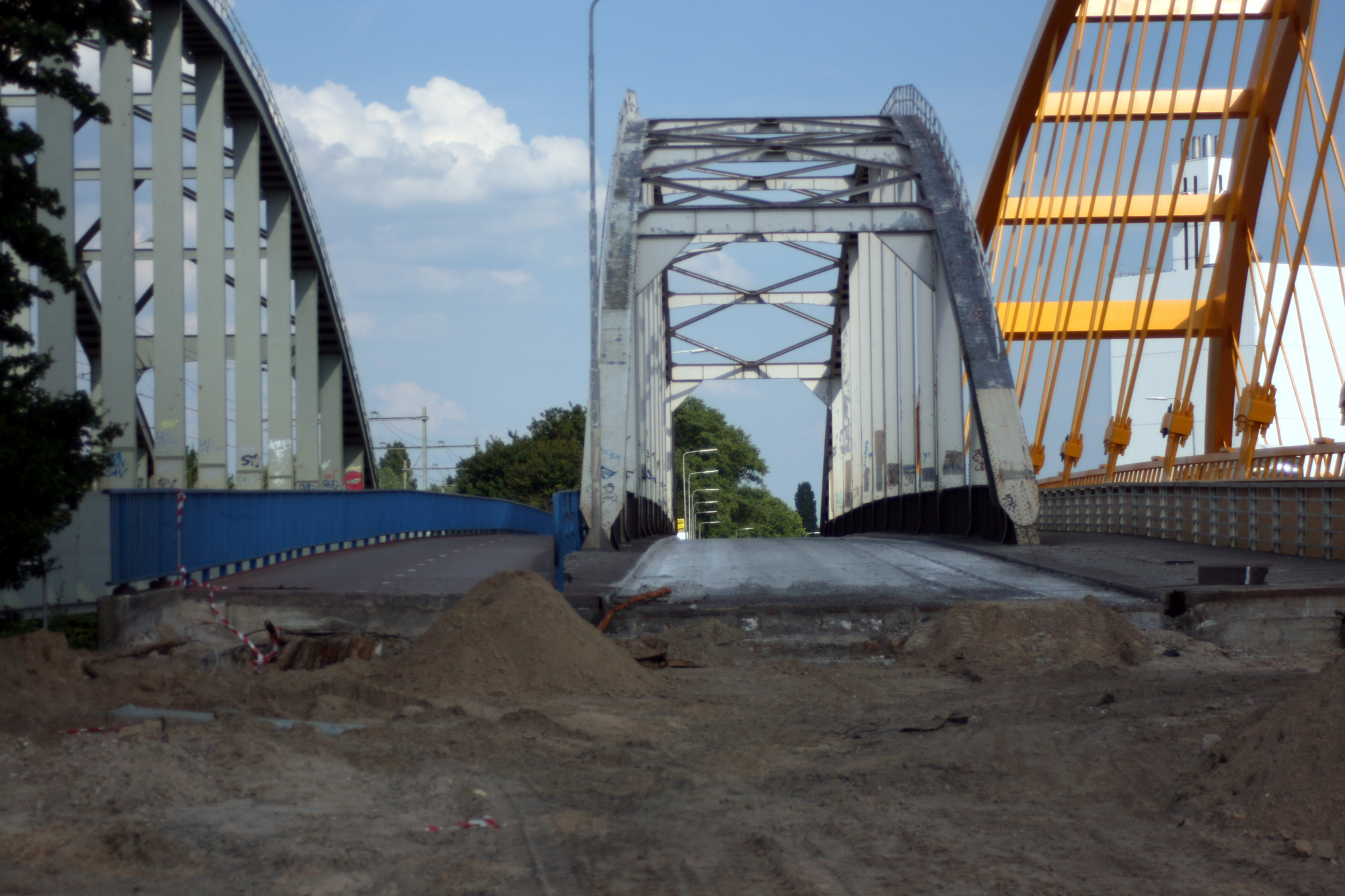
De Vleutense brug (midden) na de buitendienststelling. Foto: juni 2008
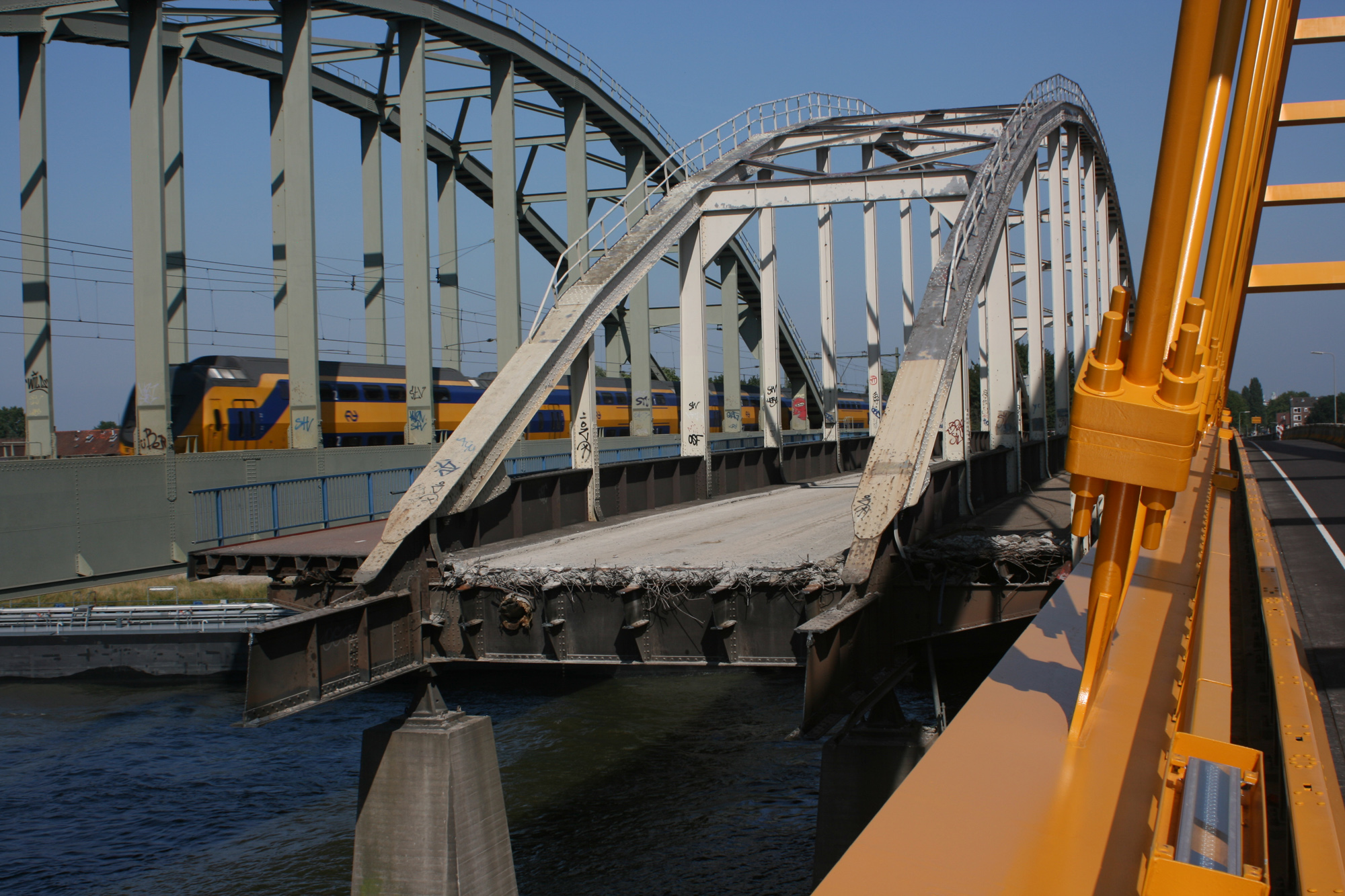
Op 28 juni 2008 werd de brug losgesneden van de landhoofden. Foto: juni 2008
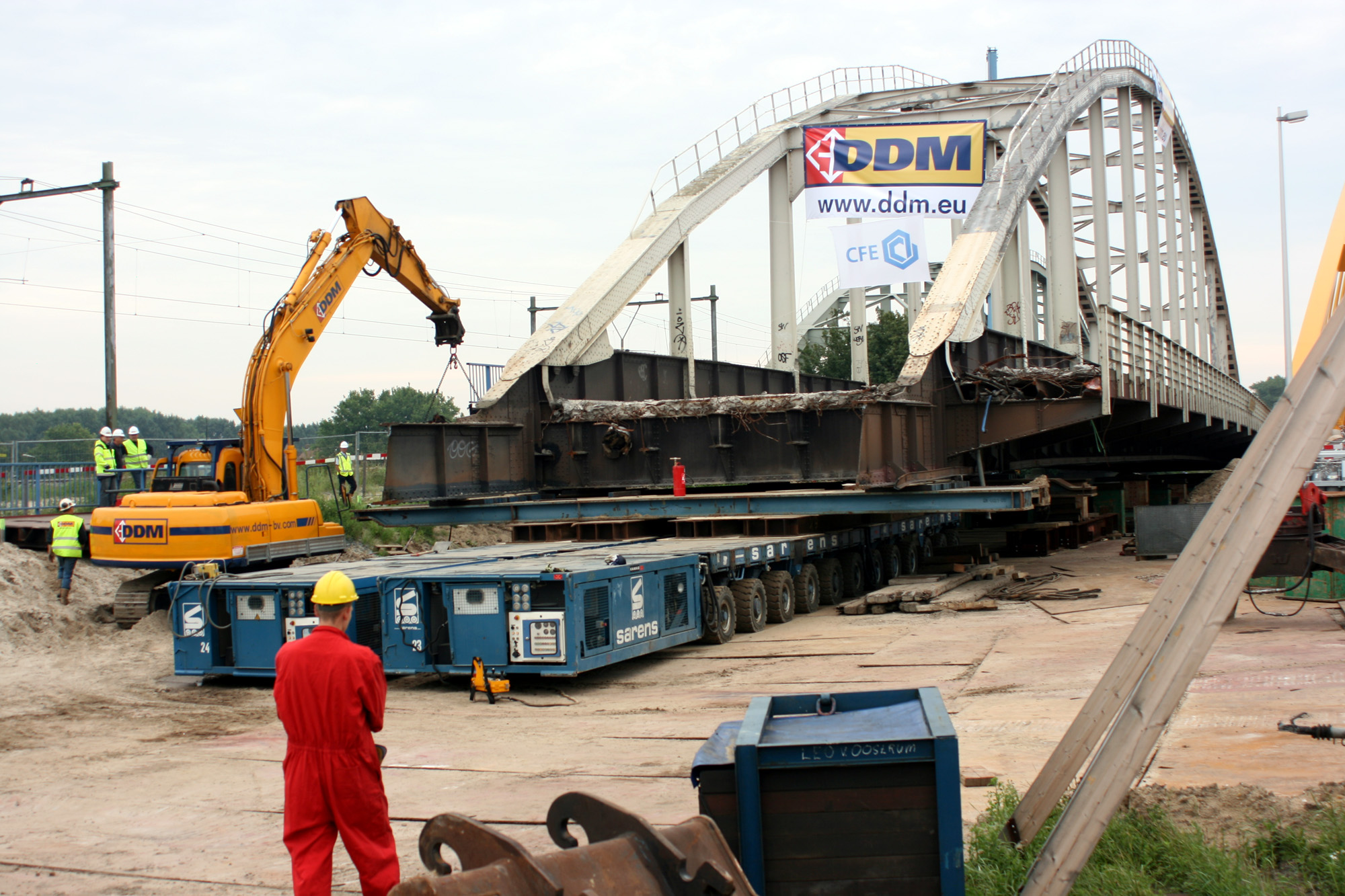
Op 17 augustus werd de brug naar de westelijke oever verplaatst, waar hij werd gesloopt. Foto: augustus 2008
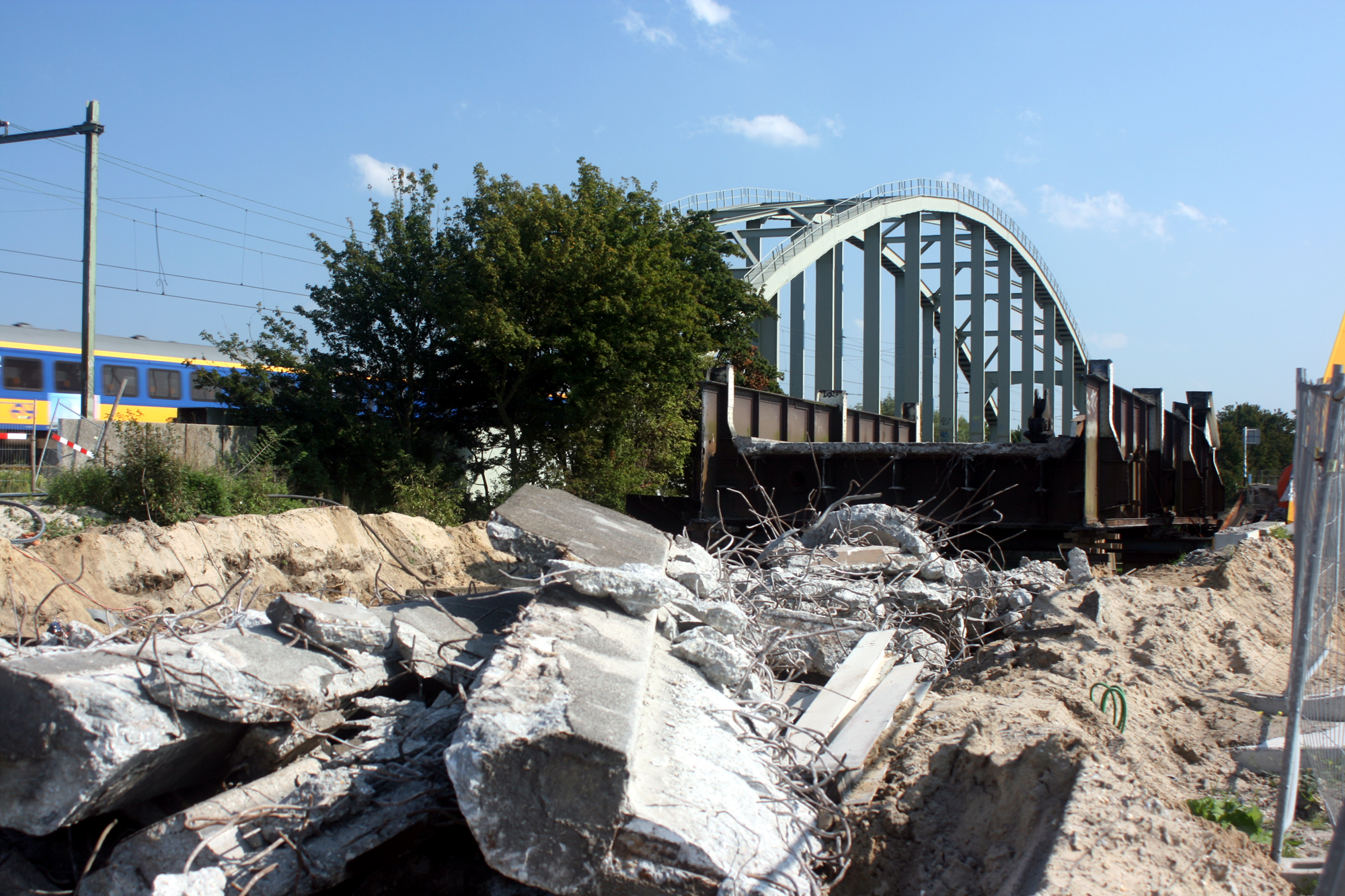
De restanten van de brug, met op de achtergrond de spoorbrug. Foto: september 2008

Abel Tasmanbrug ·
Abstederbrug ·
Bakkerbrug ·
Bartholomeusbrug · 
Bezembrug · 
Bijlhouwersbrug ·
Brigittenbrug ·
Colignybrug ·
Dafne Schippersbrug ·
David van Mollembrug ·
Demka-spoorbrug ·
Driftbrug ·
Gaardbrug ·
Galecopperbrug · 
Gasthuismolenbrug ·
Geertebrug ·
Gildbrug · 
Goethebrug ·
Griftbrug ·
Hamburgerbrug ·
Herenbrug · 
Hogeweidebrug ·
Industriehavenbrug ·
Jacobibrug ·
Jan Pieterszoon Coenbrug ·
Jansbrug ·
Jansdambrug ·
Jeremiebrug ·
Julianabrug (Minstroom) ·
Jutphasebrug ·
Jutphasespoorbrug ·
J.M. de Muinck Keizerbrug ·
Kalisbrug ·
Krommerijnbrug ·
Lauwerechtbrug ·
Lucasbrug ·
Maarsbergerbrug ·
Maartensbrug ·
Magdalenabrug ·
Maliebrug ·
Marga Klompébrug ·
Marksbrug ·
Marnixbrug ·
Meernbrug ·
Minbrug ·
Monicabrug · 
Moreelsebrug ·
Muntbrug ·
Muntsluisbrug ·
Museumbrug ·
Noorderbrug ·
Oorsprongbrug ·
Oranjebrug ·    
Paulusbrug ·
Pausdambrug ·
Pietersbrug ·
Plompetorenbrug ·
Prins Clausbrug · 
Quintijnsbrug ·
Rode brug ·
Servaasbrug ·
Sint Martinusbrug ·
Smeebrug ·
Socratesbrug ·
Spinozabrug ·
Stadhuisbrug ·
Stammetsbrug ·
Stenenbrug ·
Tolsteegbrug ·
Vaaltbrug ·
Vaartscherijnbrug ·
Van Asch van Wijckbrug ·
Viebrug ·
Vleutensespoorbrug ·
Vollersbrug ·
Weerdbrug ·
Weesbrug ·
Werkspoorbrug ·
Werkspoorhavenbrug ·
Wittevrouwenbrug ·  
Zandbrug

Voormalige of in onbruik geraakte bruggen :
Brug met de twaalf gaten ·
Catharijnebrug · 
Hefbrug in de Kruisvaart ·
Julianabrug (Vaartsche Rijn) ·
Molenbrug · 
Smakkelaarsbrug ·
Vleutensebrug ·
Willemsbrug